# Lyofilizace

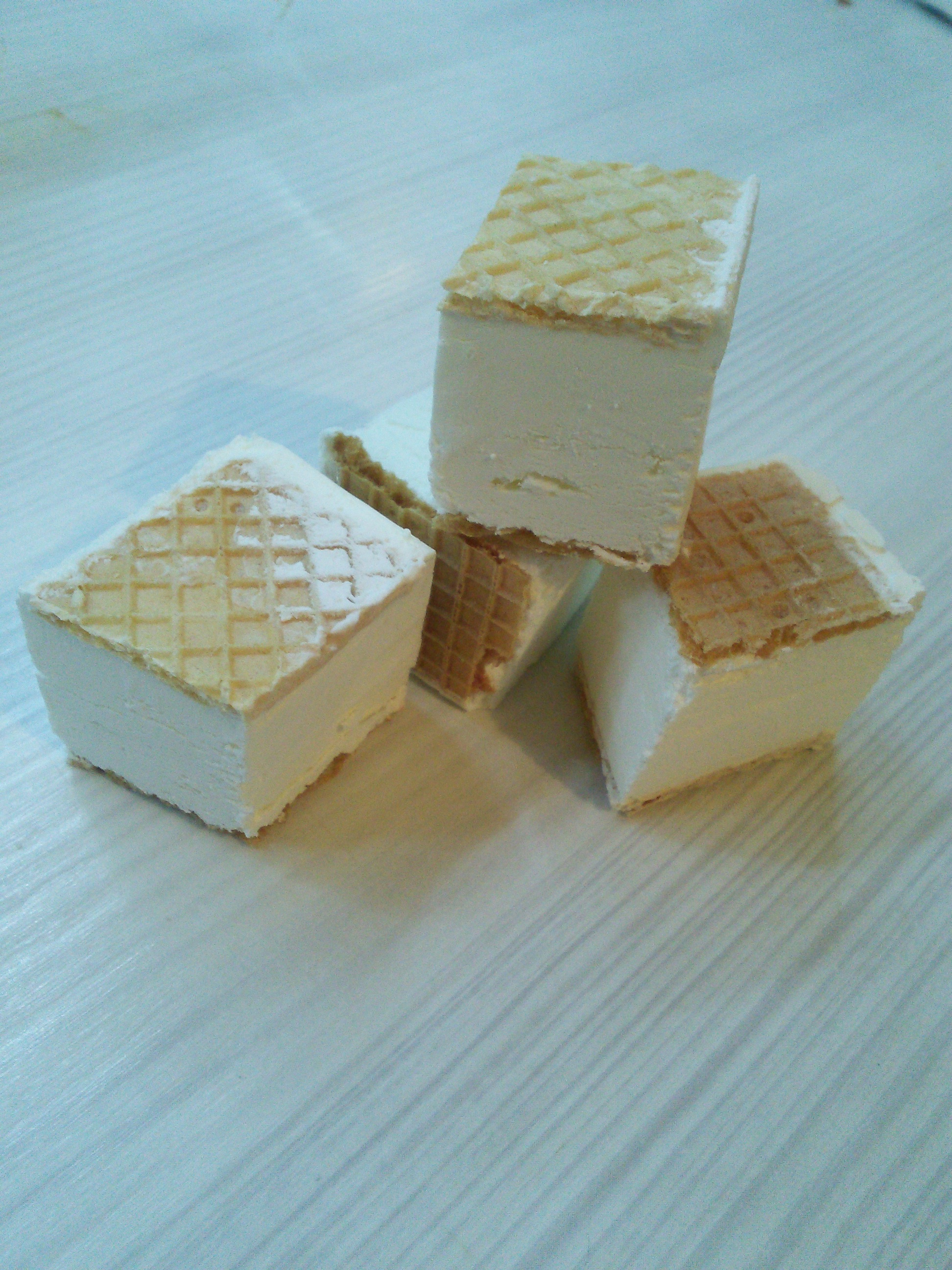
Lyofilizovaná Ruská zmrzlina

Lyofilizace, též sušení mrazem nebo desikace je metoda sušení vlhkých materiálů. Využívá se při sušení potravin a záchraně archiválií, tedy knih a dokumentů, ale především ve farmaceutickém a biotechnologickém výzkumném a průmyslovém měřítku k výrobě kosmetických přípravků nebo medikamentů, např. suchých injekcí. Princip je založen na sublimaci zmrzlé vody při nízkém tlaku a teplotě. Výhoda spočívá v tom, že při této metodě nedochází k přímému přechodu vody z kapalného do plynného skupenství, což je v mnohých případech příčina poškození sušeného materiálu. Lyofilizace je využívána také pro materiál, který nesnese vyšší teploty, jako například bakterie nebo buňky. Výsledkem procesu je tzv. lyofilizát.
V současnosti je lyofilizace využívána v oblastech farmacie, kosmetiky, potravinářství, taxidermie, archeologie a dalších odvětvích.

## Historie

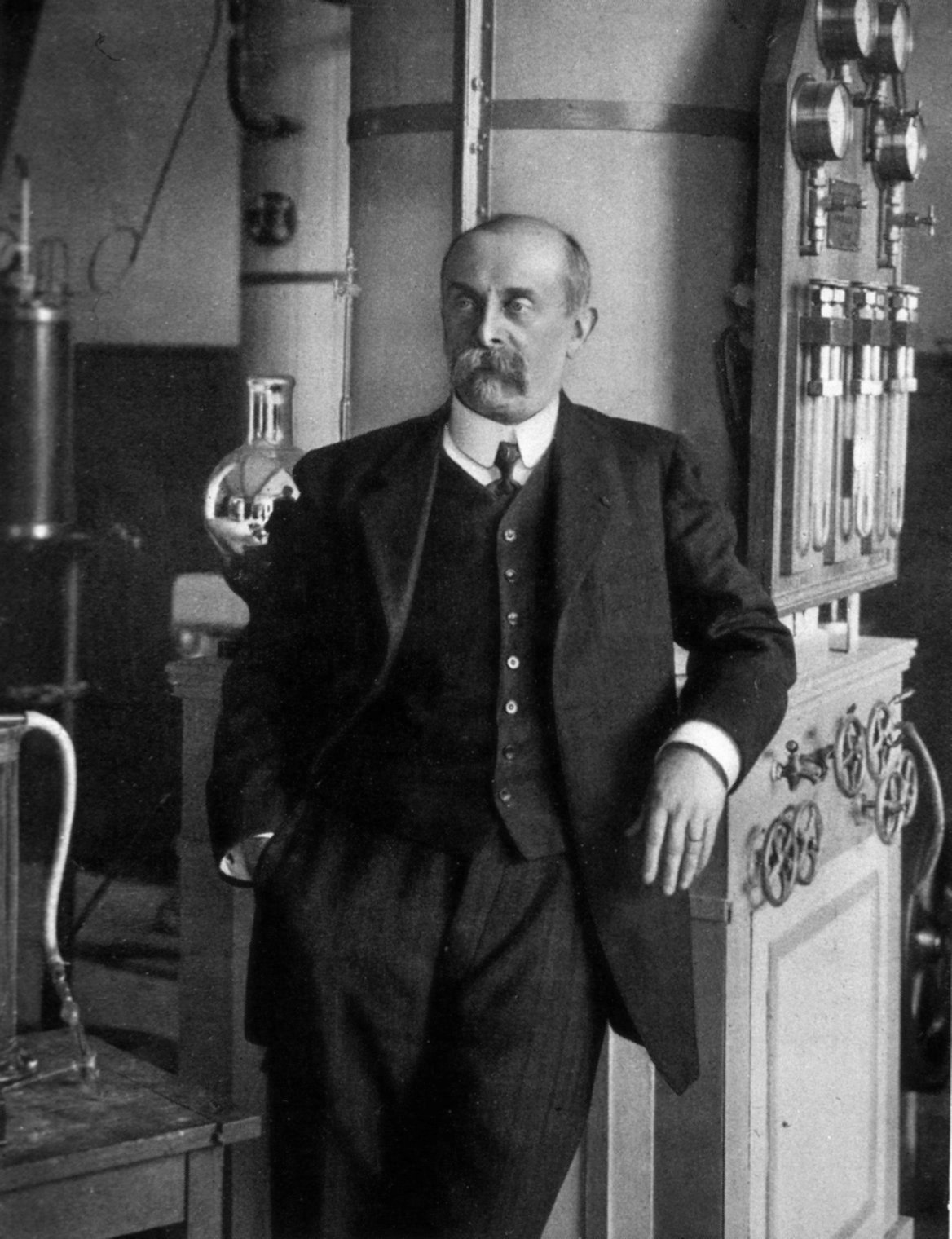
Jacques Arsène d'Arsonval (1851–1940)

První doložené náznaky konzervace potravin pomocí mrazu a nízkého tlaku se objevují za dob Incké říše. Noční teploty pod bodem mrazu a nízký tlak vysoko v horách způsobily pomalé vysychání plodin, díky kterým potraviny vydržely déle a byly lehčí pro přepravu.
Metodu lyofilizace objevil francouzský vědec Dr. Jacques Arsène d'Arsonval a jeho asistent Frédéric Bordas v laboratořích Collège de France. V roce 1911 byl pak objeven postup využití lyofilizace pro uchování živého kmenu vztekliny, což následně pomohlo i při potřebě prodloužit dobu expirace očkování proti vzteklině. Masivnější využití lyofilizace nastalo s příchodem 2. světové války, kdy bylo potřeba na frontu přepravovat krevní sérum s dostatečnou trvanlivostí a minimální hmotností. Americká NASA využívala výhody snížené hmotnosti lyofilizovaných potravin už od projektu Mercury na sklonku 50. let 20. století.

## Využití
Lyofilizace je hojně využívána v biotechnologii při výrobě kosmetických a farmaceutických výrobků, stejně tak ve výzkumných laboratořích. Ve Spojených státech se běžně tato metoda používá pro sušení samotných květin nebo celých pugetů, avšak lyofilizované květiny se vyrábí i v Česku. V oblasti potravinářství je zatím využíváno lyofilizace v průmyslovém měřítku a potraviny dovážené do Česka jsou sušeny převážně v Německu.
Lyofilizované květiny jsou využívány především aranžéry, kteří vyrábí pugety a dekorace. Takto konzervované květiny mají životnost v řádu let při zachování původní barvy a tvaru. Některé firmy se specializují také na sušení svatebních květin s následnou dodatečnou dekorací. Lyofilizace květin zpravidla trvá 8–14 dní a protože je proces energeticky náročný, odpovídá tomu cena výsledného produktu.
Lyofilizované potraviny vynikají především nízkou hmotností, při zachování výživových látek a možností některých potravin uvedením do původního stavu rehydratací. V závislosti na balení mají pak lyofilizované potraviny prodlouženou životnost. Kvůli těmto vlastnostem jsou lyofilizované potraviny vhodné pro různé expedice nebo cestovatele. Díky tomu, že v průběhu procesu sušení teplota nepřesahuje hodnotu 42 °C, je možné lyofilizované potraviny využít v raw stravě. Lyofilizace potravin nevyžaduje tak šetrný postup jako např. květiny nebo medikamenty a proto proces trvá průměrně 24 až 48 hodin.
Další využití lyofilizace je při záchraně knih postižených povodněmi. K tomuto použití je však zpravidla zapotřebí velký lyofilizátor a doba jednotlivých vsádek se může pohybovat v rozsahu 7–30 dní. Tato metoda byla zvažována rovněž pro záchranu knih po povodních z roku 2002, avšak v Česku nebyl žádný takový přístroj k dispozici. V USA je tato metoda také využívána v oblasti taxidermie. Sušení touto metodou je využíváno také v archeologii, od malých laboratoří až po lyofilizaci celých trupů středověkých lodí.

## Postup
Metoda má tři fáze. Nejprve se vlhký materiál zmrazí a následně se ve dvou krocích suší.

### Zmrazení
Při tomto kroku se vlhký materiál zmrazí pod teplotu, při které nemůže existovat v kapalném skupenství. To zajistí, aby nedocházelo k tání místo k sublimaci. Při tuhnutí vody může dojít k mikroskopickému poškození materiálu, zejména pokud jde o původně živé buňky. Proto je nutné tuto fázi provádět velmi opatrně. Obvykle se materiál zmrazí na teplotu mezi −20 °C a −50 °C.

### Primární sušení
Během této fáze je v mrazicím zařízení snížen tlak vzduchu na několik stovek Pa. Poté je dodáno tolik tepla (hlavně vedením a zářením, proudění tepla se prakticky neuplatňuje), aby voda mohla začít sublimovat. Takto se z materiálu odstraní asi 95 % vody. Sublimaci je třeba neuspěchat, aby nedošlo k narušení sušeného materiálu. Sušení trvá obvykle několik hodin až několik dní. Vzniklá vodní pára desublimuje na chladičích, které mívají teplotu pod −50 °C. Tím se zabrání vniku vodních par do vývěvy, což by zhoršilo její účinnost. Určení konce primárního sušení je zásadní pro pochopení celého procesu sušení daného produktu. U biotechnologických lyofilizátorů existuje několik pokročilých metod determinace momentu, kdy je primární sušení u konce, přičemž mezi běžně používané patří porovnání teploty polic s teplotou sušeného produktu nebo srovnáním hodnot mezi Piraniho vakuometrem a kapacitním manometrem.

### Sekundární sušení
V případech, kdy je vhodné dosáhnout ještě suššího stavu, se přistupuje k druhé fázi sušení.Při této fázi se odstraní zbývající nezmrzlé molekuly vody, které se drží na povrchu pevných látek díky adsorpci. Teplota v sušicí komoře se zvedne, někdy až nad 0 °C, což naruší vazby mezi vodou a pevným materiálem. Tlak se obvykle ještě více sníží, až na zlomky Pa.
Po druhém sušení v materiálu zůstává okolo 1 až 4 % vody.

## Součásti lyofilizátoru
Každý lyofilizátor sestává z několika základních částí, které jsou zapotřebí k úspěšnému procesu vysušení.
Kondenzor je komora, kde přístroj dosahuje nejnižších teplot a tím zachycuje vlhkost v podobě ledu. Kondenzor může být interní (součástí komory pro sušený produkt) nebo externí, s komorou spojený pomocí izolačního ventilu. V případě sušení materiálu s obsahem alkoholu může kondenzor dosahovat teplot kolem −85 °C nebo až −105 °C. Pro materiály obsahující pouze vodné roztoky se běžně používají kondenzory s minimální teplotou kolem −50 °C.
Produktová komora je u menších zařízení průhledný akrylový zvon, u větších zařízeních pak větší prostor pro umístění sušeného materiálu. Zpravidla je komora vybavena určitým počtem polic s regulací teploty pomocí uzavřeného olejového okruhu. Teplota polic na kterých je produkt sušen se pohybuje v rozsahu od −40 °C až po +50 °C. Toto rozmezí dovoluje sušený materiál v přístroji rovnou zmrazit bez nutnosti použití mrazicího boxu. Kladné teploty pak uživateli usnadní zakončení procesu ve fázi sekundárního sušení.
Vývěva v přístroji zajišťuje vakuum a je připojena za kondenzor. Běžně používané olejové vývěvy jsou vybaveny filtry pro zachycení olejových částic, ale pro citlivé produkty se používají nákladné bezolejové vakuové pumpy, kde nehrozí kontaminace produktu.
Kromě těchto základních prvků může být přístroj, podle použití, vybaven také stáčecím zařízením (stoppering), které po skončení procesu zatlačí víčka vialek a ještě ve vakuu tak uzavře sušený produkt. Některé produktové komory jsou vybavené systémem pro naplnění inertním plynem, aby se k sušenému produktu vůbec nedostal vzduch a tím i vlhkost z okolí. Ve farmaceutickém průmyslu jsou běžně výrobní lyofilizátory vybaveny také IN-SITU sterilizací produktové komory parou, menší přístroje toto zpravidla nahrazují dekontaminací pomocí peroxidu vodíku nebo ethylenoxidu. Zejména pak v oblasti výzkumu a vývoje jsou požívány také přechodové komory, které za běhu dovolí uživateli odebrat vzorek z produktové komory a externě jej analyzovat.

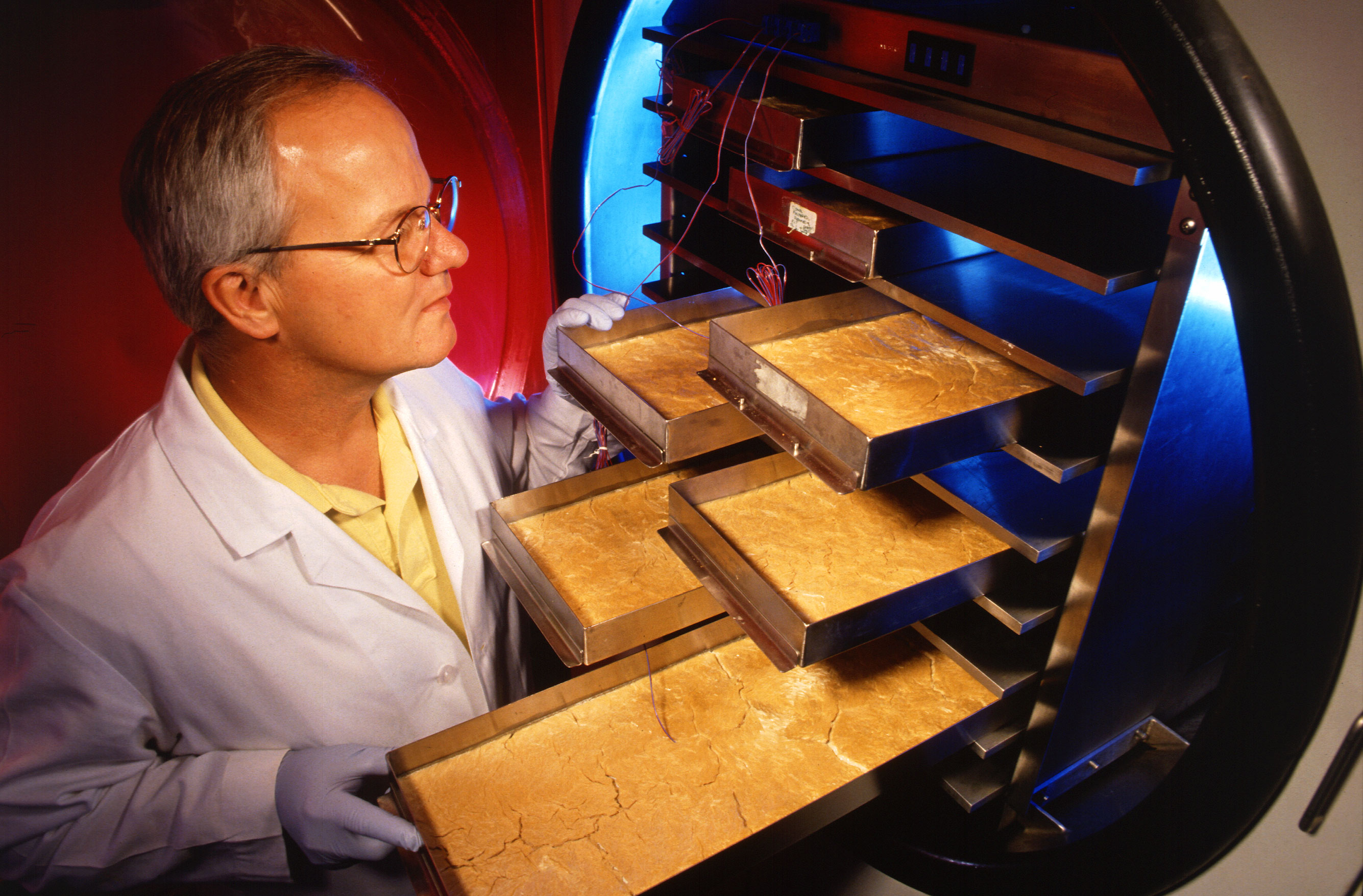
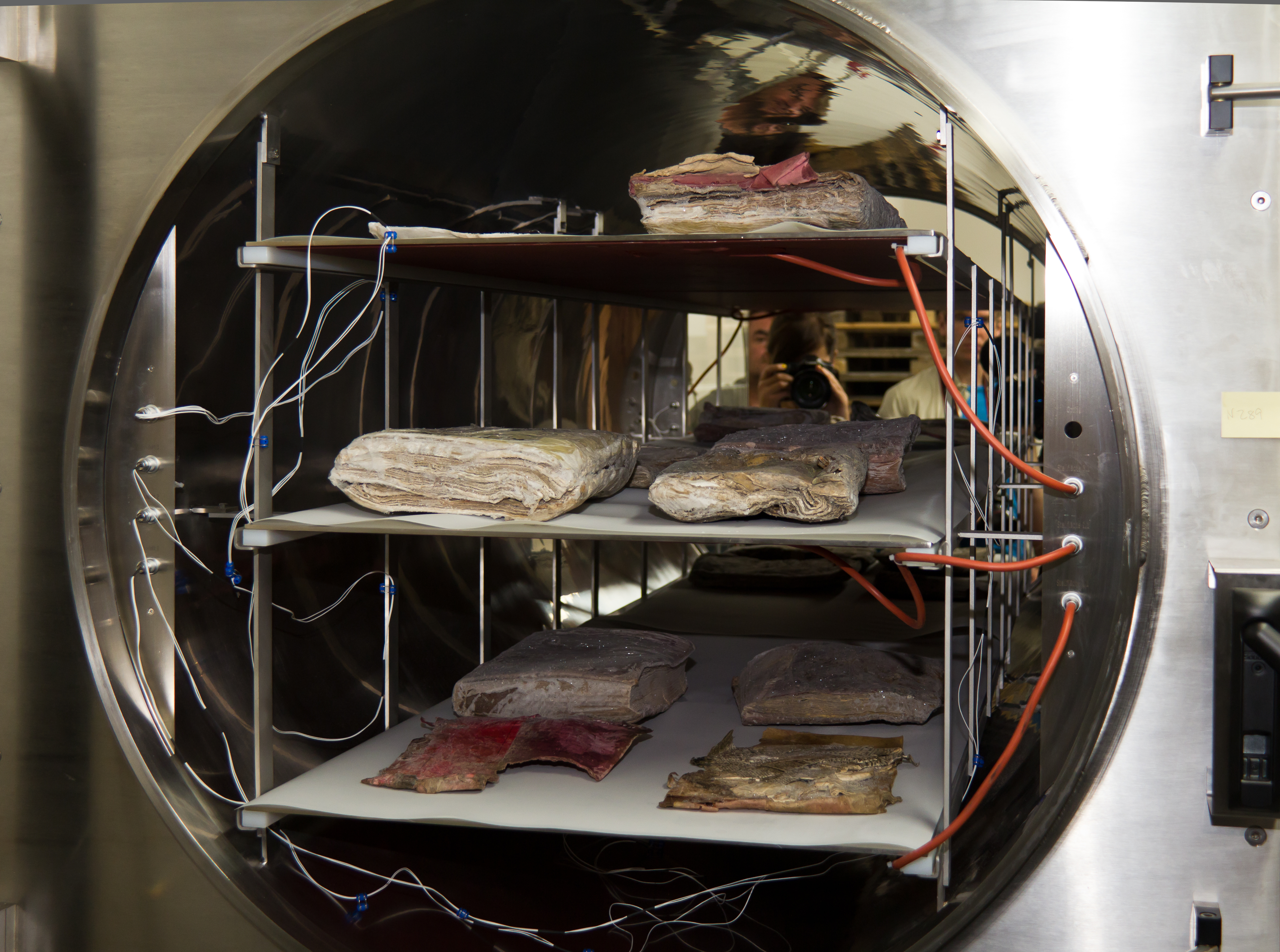
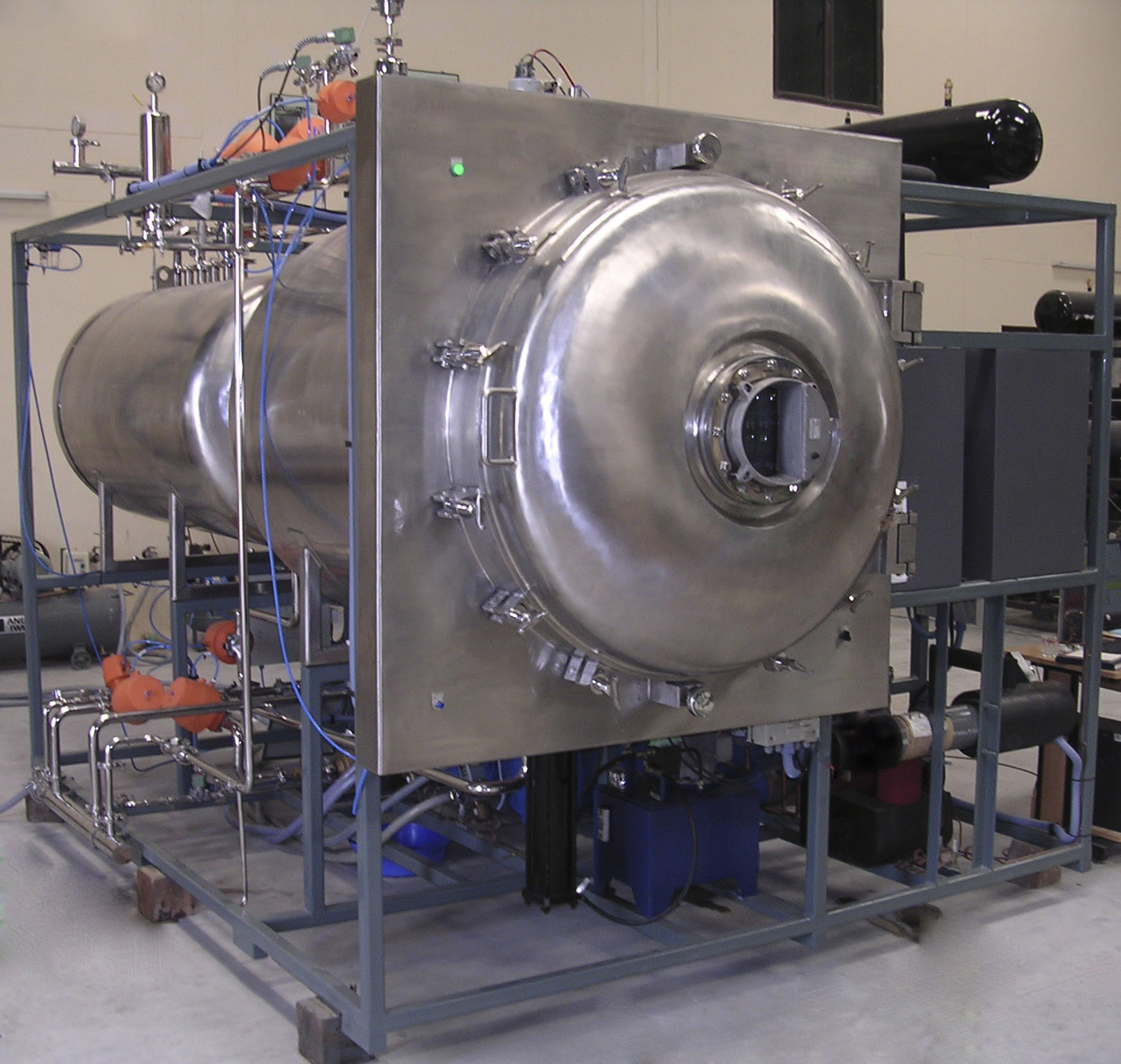
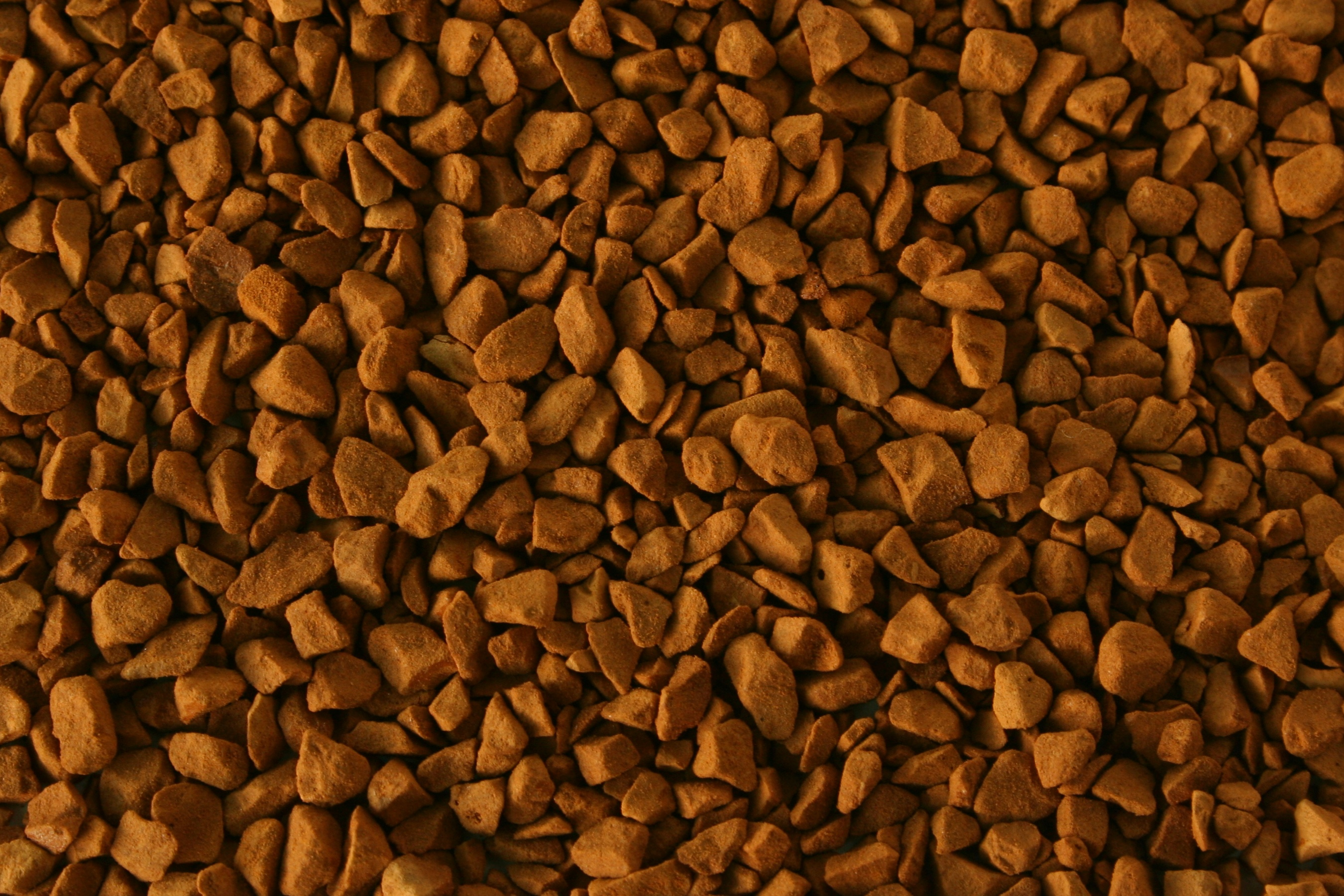
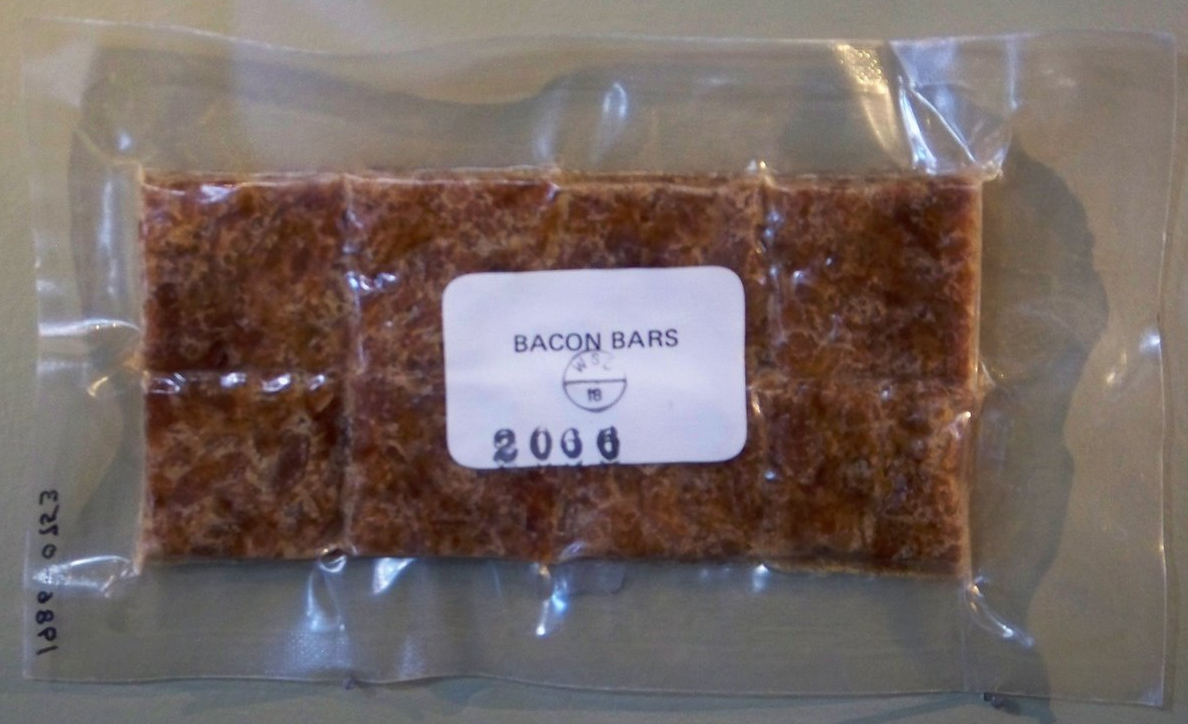